# アレクサンダー・ニックス
アレクサンダー・ニックス（英語: Alexander Nix、1975年5月1日 - ）は、イギリスの実業家。政治広告会社ケンブリッジ・アナリティカ最高経営責任者（CEO）で、Strategic Communication Laboratories (SCL) Groupの前のディレクターであり、行動研究および戦略的コミュニケーションコンサルタントで、その選挙部門（SCL Elections）を指導した。Cambridge Analyticaとその親会社であるSCLは、イギリス軍の心理戦オペレーションに関与しており、全球的に数百の選挙に影響を与えた。Cambridge Analyticaはリーヴ.EUのBrexitキャンペーンを支援し、リーヴ.EUおよびケンブリッジ・アナリティカのスタッフの両方によると、2016年アメリカ合衆国大統領選挙中にテッド・クルーズとドナルド・トランプのキャンペーンに雇用された。会社はまた、ケニアの大統領ウフル・ケニヤッタのキャンペーンを運営した。